# Бельское городище
Бельское городище — городище скифского времени (кон. VIII — нач. III века до н. э.), расположенное на возвышенности в междуречье рек Ворсклы и Сухая Грунь в районе села Бельск Котелевского района Полтавской области Украины. Является центром ворсклинской группы памятников скифского времени, наследниками чернолесской археологической культуры. Городище состоит из трёх укреплённых поселений, объединённых одной крепостной стеной. Общая площадь городища 4021 га. Длина стен 33833 м. Бельское городище содержит Куземинское укрепление площадью 15,4 га.
По мнению многих учёных (В. М. Щербаковский, М. И. Артамонов, Б. Н. Граков, Б. А. Шрамко, Б. А. Рыбаков и др.), Бельское городище является остатками упоминаемого Геродотом города Гелона, представлявшего собой центр племенного объединения будинов, гелонов и невров. Аргументы против этой гипотезы высказывали П. Д. Либеров, И. В. Фабрициус, В. А. Ильинская, А. П. Медведев, Н. П. Писаревский.

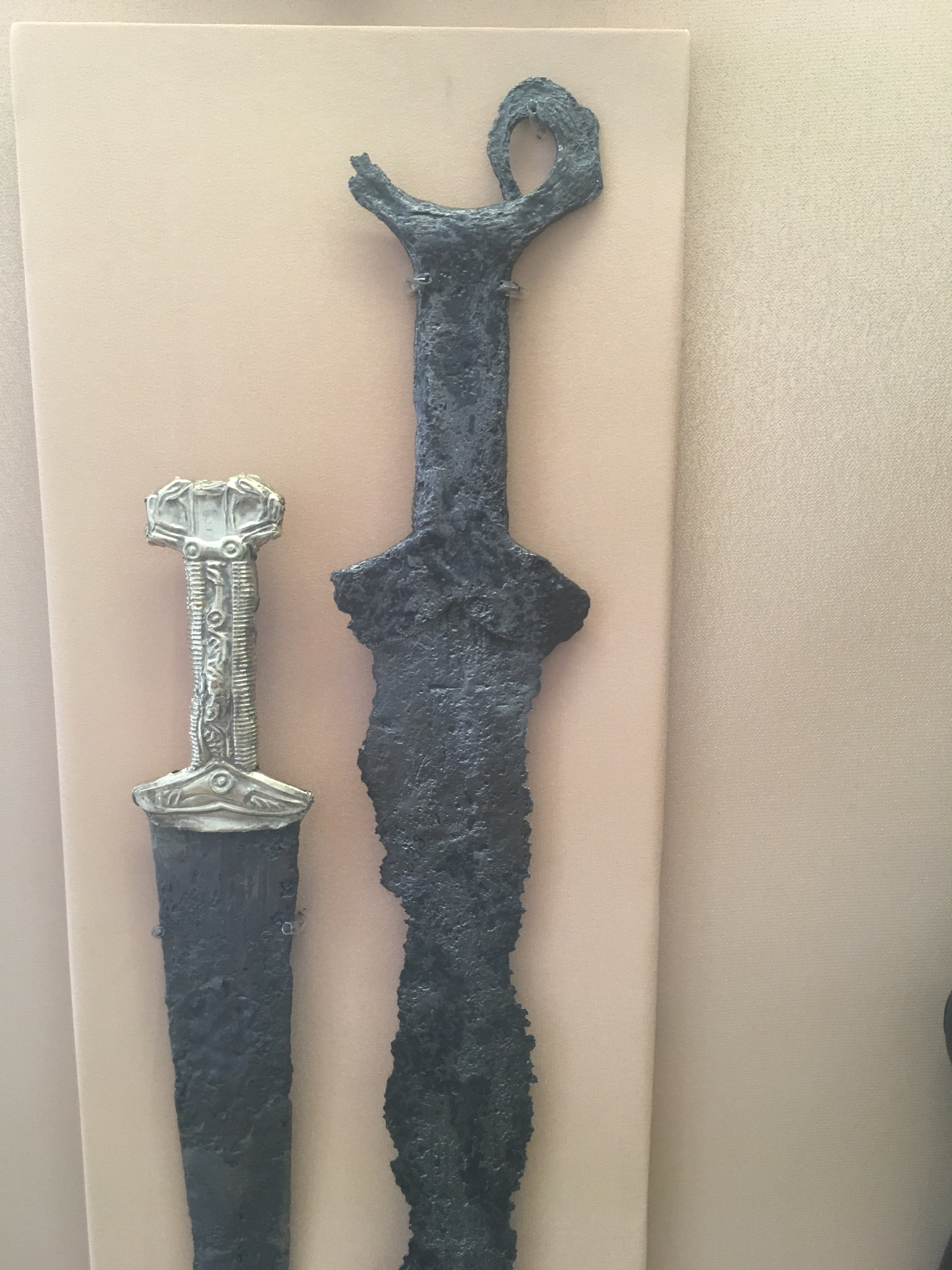
Железный скифский меч с золотой рукояткой (V—IV ст. до н. э.), Бельское городище, экспонат Национального музея истории Украины (Киев)

## История исследования
Впервые упоминается Г. де Бопланом. Более подробную характеристику Бельского городища сделал граф А. А. Бобринский. Первые раскопки на памятнике были проведены в 1906 году В. А. Городцовым. С 1954 года раскопки на Бельском городище проводятся экспедицией Харьковского университета под руководством Б. А. Шрамко. С 1987 года памятник исследует экспедиция под руководством И. Б. Шрамко. С 1992—2006 годах на городище работала совместная Украинско-Немецкая экспедиция Института археологии НАН Украины (в 1992—2002 руководитель В. Ю. Мурзин, в 2003—2004 руководитель Е. В. Черненко, в 2005—2006 руководитель С. В. Махортых).
На данный момент стационарные раскопки проводит экспедиция Харьковского национального университета под руководством И. Б. Шрамко.

## Общая характеристика памятника

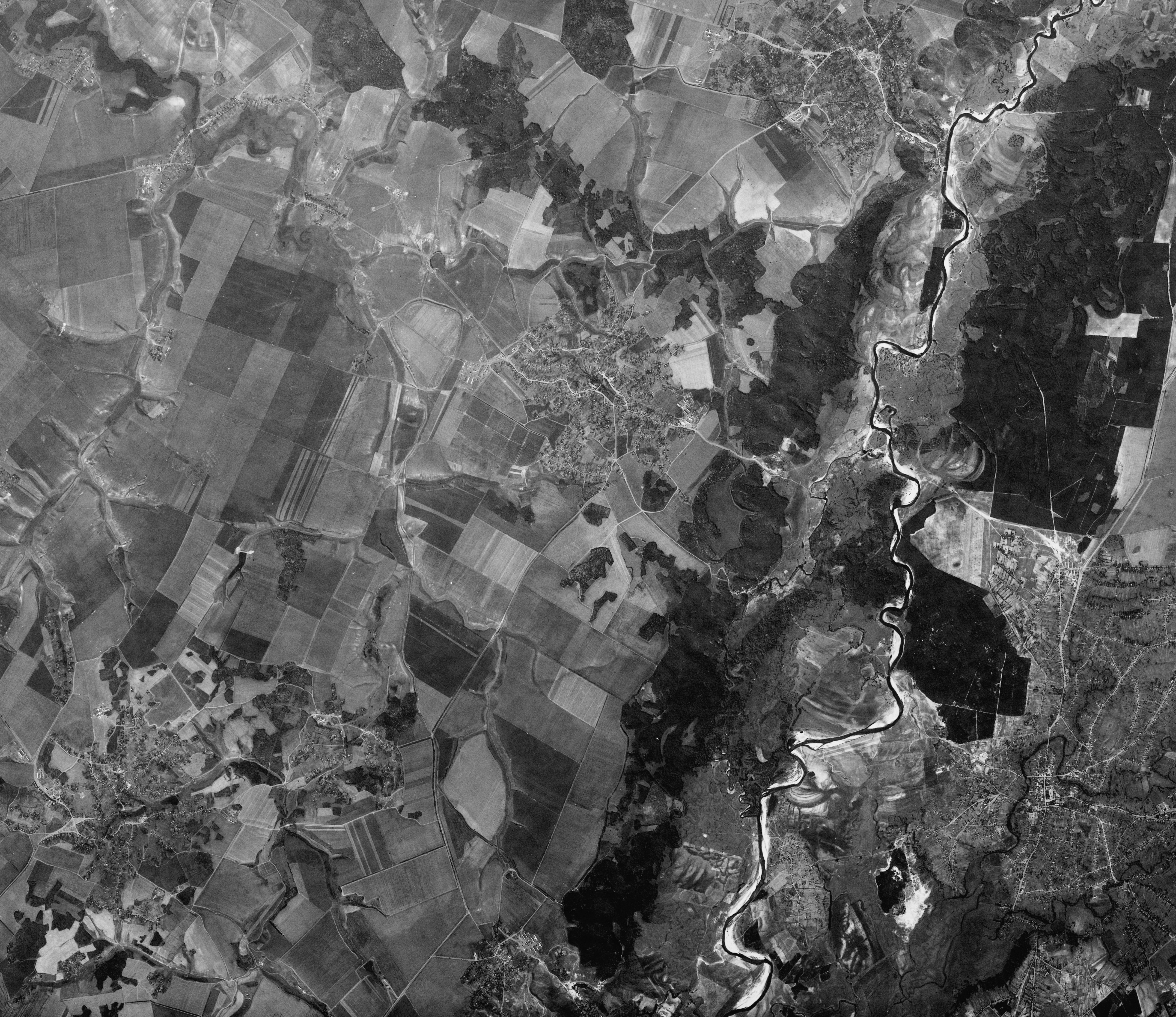
Бельское городище на спутниковом снимке 1965 года

По планировке Бельское городище — расположено на плато. Оно представляет собой крупнейший оборонный комплекс раннеантичного времени в Восточной Европе, который состоял из Восточного, Западного и Куземенского укреплений, объединённых валом Большого Бельского городища. Вал имел деревянные крепостные стены с башнями и другими фортификационными укреплениями. Постройки на городище разнообразные: наземные срубы, землянки, полуземлянки, хозяйственные постройки, кузни для обработки железа и бронзы, косторезная мастерская, огромные загоны для скота. Исследованы остатки деревянного храма с колоннами, с многочисленными культовыми статуэтками из глины. Находки представлены привозными изделиями: родосско-ионийской керамикой, стеклянными бусами, хиосскими, протофасосскими и фасосскими амфорами, а также орудиями труда, конской упряжью, изделиями из кости и рога, кремнёвыми и многочисленными металлическими изделиями. Основу хозяйства жителей Бельского городища составляло земледелие, скотоводство, ремёсла. Были развиты медно-литейное и кузнечное производства, а также торговые связи с эллинскими полисами Причерноморья и Эгеиды. Памятник датируется VIII—III веками до н. э.
Раскопки Южного вала, проходящего в середине большого Бельского укрепления, показали, что он в V веке до нашей эры отмежевал южную часть укрепления от территории, центром которой было восточное Бельское городище.